# Prva slovenska nogometna liga (2025/2026)
Ten artykuł dotyczy trwającego lub niedawnego wydarzenia sportowego. Informacje w nim zamieszczone mogą się zmienić lub zdezaktualizować wraz z postępem zdarzenia. Początkowe doniesienia, wyniki lub statystyki mogą być niepewne. Ostatnie aktualizacje do tego artykułu mogą nie odzwierciedlać najbardziej aktualnych informacji.
Prva slovenska nogometna liga 2025/2026 (oficjalnie znana jako Prva liga Telemach Slovenije ze względu na sponsoring) – 35. edycja najwyższej klasy rozgrywkowej piłki nożnej w Słowenii.
Bierze w niej udział 10 drużyn, które w okresie od 18 lipca 2025 do 24 maja 2026 rozegrają 36 kolejek meczów.
Sezon zakończy baraż o miejsce w przyszłym sezonie w Prva slovenska nogometna liga. 
Obrońcą tytułu jest drużyna Olimpija Lublana.

## Drużyny
| Uczestnicy poprzedniej edycji                                                                                 | Uczestnicy poprzedniej edycji | Uczestnicy poprzedniej edycji | Uczestnicy poprzedniej edycji |
| --- | ----------------------------- | ----------------------------- | ----------------------------- |
| OLL | Olimpija Lublana              | 1                             |                               |
| MAR | NK Maribor                    | 2                             |                               |
| KOP | FC Koper                      | 3                             |                               |
| CEL | NK Celje                      | 4                             |                               |
| BRA | Bravo                         | 5                             |                               |
| PRI | ND Primorje                   | 6                             |                               |
| MUR | NŠ Mura                       | 7                             |                               |
| RDM | NK Radomlje                   | 8                             |                               |
| po barażach                                                                                                   |                               |                               |                               |
| DOM | NK Domžale                    | 9                             |                               |
| Awans z 2. SNL                                                                                                |                               |                               |                               |
| ALU | NK Aluminij                   | 1                             |                               |
| Oznaczenia: - kolumna pierwsza – skróty nazw drużyn, - kolumna trzecia – miejsce zajęte w poprzednim sezonie. |                               |                               |                               |

## Tabela
| Lp. | Drużyna          | M | Z | R | P | B+ | B– | +/– | Pkt | Kwalifikacja lub spadek                         |
| --- | ---------------- | - | - | - | - | -- | -- | --- | --- | ----------------------------------------------- |
| 1   | NK Celje         | 5 | 5 | 0 | 0 | 15 | 3  | +12 | 15  | Liga Mistrzów UEFA • I runda kwalifikacyjna     |
| 2   | FC Koper         | 5 | 3 | 1 | 1 | 10 | 6  | +4  | 10  | Liga Konferencji UEFA • II runda kwalifikacyjna |
| 3   | NK Radomlje      | 5 | 3 | 0 | 2 | 8  | 6  | +2  | 9   | Liga Konferencji UEFA • II runda kwalifikacyjna |
| 4   | Olimpija Lublana | 5 | 3 | 0 | 2 | 8  | 9  | −1  | 9   |                                                 |
| 5   | NK Maribor       | 5 | 2 | 2 | 1 | 10 | 8  | +2  | 8   |                                                 |
| 6   | NK Bravo         | 5 | 2 | 1 | 2 | 10 | 8  | +2  | 7   |                                                 |
| 7   | NK Aluminij      | 5 | 2 | 1 | 2 | 7  | 9  | −2  | 7   |                                                 |
| 8   | NŠ Mura          | 5 | 1 | 1 | 3 | 4  | 7  | −3  | 4   |                                                 |
| 9   | ND Primorje      | 5 | 1 | 0 | 4 | 5  | 12 | −7  | 3   | baraż o 1. SNL                                  |
| 10  | NK Domžale       | 5 | 0 | 0 | 5 | 4  | 13 | −9  | 0   | spadek do 2. SNL                                |

## Wyniki
| Gospodarz \ Gość | ALU | BRA | CEL | DOM | KOP | MAR | MUR | OLI | PRI | RAD | ALU | BRA | CEL | DOM | KOP | MAR | MUR | OLI | PRI | RAD |
| ---------------- | --- | --- | --- | --- | --- | --- | --- | --- | --- | --- | --- | --- | --- | --- | --- | --- | --- | --- | --- | --- |
| NK Aluminij      |     |     | 2–3 |     |     |     |     | 0–3 |     |     |     |     |     |     |     |     |     |     |     |     |
| NK Bravo         | 1–2 |     |     |     |     |     | 2–0 |     |     |     |     |     |     |     |     |     |     |     |     |     |
| NK Celje         |     |     |     |     |     |     | 3–0 |     |     | 2–0 |     |     |     |     |     |     |     |     |     |     |
| NK Domžale       |     |     |     |     |     | 1–2 |     | 1–3 |     |     |     |     |     |     |     |     |     |     |     |     |
| FC Koper         |     | 2–1 |     |     |     |     |     |     | 2–0 | 1–2 |     |     |     |     |     |     |     |     |     |     |
| NK Maribor       |     | 3–3 | 1–2 |     | 2–2 |     |     |     |     |     |     |     |     |     |     |     |     |     |     |     |
| NŠ Mura          | 1–1 |     |     | 3–0 |     |     |     |     |     |     |     |     |     |     |     |     |     |     |     |     |
| Olimpija Lublana |     |     | 0–5 |     | 1–3 |     | 1–0 |     |     |     |     |     |     |     |     |     |     |     |     |     |
| ND Primorje      |     | 1–3 |     | 3–2 |     | 0–2 |     |     |     |     |     |     |     |     |     |     |     |     |     |     |
| NK Radomlje      | 1–2 |     |     | 2–0 |     |     |     |     | 3–1 |     |     |     |     |     |     |     |     |     |     |     |

## Najlepsi strzelcy
| Bramki | Strzelcy                    | Drużyna     |
| ------ | --------------------------- | ----------- |
| 4      | Franko Kovačević            | NK Celje    |
| 3      | Deni Jurić                  | FC Koper    |
| 3      | Matej Malenšek              | NK Radomlje |
| 3      | Emir Saitoski               | NK Aluminij |
| 3      | Roger Andretty Murillo Soto | ND Primorje |

Stan na 2025-08-10. Źródło: 

## Stadiony
| Aluminij               |
| ---------------------- |
| Športni park Kidričevo |
| 600                    |
|                        |

| Bravo                  |
| ---------------------- |
| Športni park Ljubljana |
| 2 308                  |
|                        |

| Celje            |
| ---------------- |
| Stadion Z’dežele |
| 13 059           |
|                  |

| Domžale Radomlje     |
| -------------------- |
| Športni Park Domžale |
| 3 100                |
|                      |

| Koper            |
| ---------------- |
| Stadion Bonifika |
| 4 047            |
|                  |

| Maribor             |
| ------------------- |
| Stadion Ljudski vrt |
| 12 702              |
|                     |

| Mura               |
| ------------------ |
| Stadion Fazanerija |
| 4 506              |
|                    |

| Olimpija Lublana |
| ---------------- |
| Stadion Stožice  |
| 16 038           |
|                  |

| ND Primorje      |
| ---------------- |
| Stadion Primorje |
| 1630             |
|                  |

Źródło: 